# Bajdżi
Bajdżi (arab. ‏بيجي‎) – miasto w północnym Iraku położone na północ od Bagdadu. 25 grudnia 2007 roku doszło w nim do zamachu w którym zginęło 20 osób.

## Demografia
Według spisu ludności z 2014 roku w mieście Bajdżi mieszkało 173 677 mieszkańców.

## Geografia

### Klimat
| Miesiąc                          | Sty  | Lut  | Mar  | Kwi  | Maj  | Cze  | Lip  | Sie  | Wrz  | Paź  | Lis  | Gru  | Roczna |
| -------------------------------- | ---- | ---- | ---- | ---- | ---- | ---- | ---- | ---- | ---- | ---- | ---- | ---- | ------ |
| Średnie temperatury w dzień [°C] | 14,1 | 16,9 | 21,2 | 27,2 | 34,7 | 40,4 | 43,5 | 43,2 | 39,3 | 32,5 | 23,5 | 16,3 |        |
| Średnie dobowe temperatury [°C]  | 9,0  | 11,1 | 14,9 | 20,2 | 26,6 | 31,7 | 34,6 | 34,2 | 30,1 | 24,0 | 16,6 | 10,7 |        |
| Średnie temperatury w nocy [°C]  | 4,0  | 5,4  | 8,6  | 13,2 | 18,6 | 23,0 | 25,8 | 25,2 | 21,0 | 15,6 | 9,8  | 5,1  |        |
| Opady [mm]                       | 36   | 32   | 36   | 22   | 7    | 0    | 0    | 0    | 0    | 6    | 28   | 38   | 205    |
| Źródło: 2024-10-13               |      |      |      |      |      |      |      |      |      |      |      |      |        |